# سلطان السلاطين
سلطان السلاطين هو لقب ملكي تم استخدامه تعبيرًا عن السيادة الإمبراطورية في الدولة العثمانية والدولة الأفشارية وسلطنة دلهي وغيرها. وهو معادل للقب شاهنشاه أي ملك الملوك بالفارسية ولقب الإمبراطور باللاتينية.